# Demência vascular
Demência vascular (DV) refere-se a qualquer demência na qual a principal causa foi uma doença vascular encefálica. É o segundo tipo mais comum no Brasil, estando atrás do Alzheimer, e afeta cerca de 30% dos idosos com mais de 85 anos, com maior frequência em indivíduos do sexo masculino.
Geralmente resulta de grandes lesões causadas por um coágulo, impedindo a circulação normal do fluxo sanguíneo no cérebro (acidente vascular cerebral isquêmico). Se caso o coágulo resulte de uma arritmia cardíaca a demência será classificada como demência por infartos múltiplos neste caso.

## Prevalência

A prevalência média de demência, acima dos 65 anos de idade, variou entre 2,2% na África, 5,5% na Ásia, 6,4% na América do Norte, 7,1% na América do Sul e 9,4% na Europa.

Esta é a principal causa de demência em alguns países orientais. No Brasil é sub-diagnosticada quando se comparada com outros países em desenvolvimento. No caso de países desenvolvidos e com alta expectativa de vida, o risco de desenvolver este tipo de demência é de 29,8% em homens e de 25,1% em mulheres. Como é provável que em 2025, o Brasil se torne o 6º país com mais idosos no mundo é importante começar o trabalho preventivo o mais cedo possível.
O número de vítimas aumenta exponencialmente com a idade, afetando apenas 1,1% dos idosos entre os 65 aos 70 anos e mais de 65% dos idosos com 100 anos.
A média da população brasileira acima dos 65 anos era de 7,1% em 1998.

## Causas
Dentre as principais causas estão:
- Múltiplas lesões por embolia cerebral (AVC isquêmico)
- Única lesão em territórios estratégicos (como tálamo ou giro angular esquerdo)
- Síndrome lacunar
- Alterações crônicas da circulação cerebral
- Lesões extensas da substância branca (como por doença de Binswanger ou Leucoaraiose)
- Angiopatia amiloide cerebral (AAC)
- AVC hemorrágico

São considerados fatores de risco a hipertensão arterial sistêmica (HAS), diabetes mellitus (DM), tabagismo, alcoolismo, doença cardíaca, aterosclerose, dislipidemia e obesidade. A DV é mais comum no sexo masculino, de raça negra ou mulata e com baixa escolaridade.

## Diagnóstico
O diagnóstico de DV é feito com base no quadro clínico e em exames complementares de neuroimagem, podendo ser auxiliado pelo emprego de escalas específicas (como a escala de Hachinski e a escala Rose por exemplo). Seus principais diagnósticos diferenciais são outras demências porém existem evidências que indicam a possibilidade dela ocorrer simultaneamente ao Alzheimer.
Para o diagnóstico DSM-IV os critérios são:
- Evidências de lesão cerebrovascular;
- Prejuízos sociais e ocupacionais significativos;
- Prejuízos na memória;
- Afasia (distúrbio de linguagem);
- Apraxia (dificuldade em executar tarefas);
- Agnosia (dificuldade em reconhecer objetos) e
- Dificuldade de planejamento, organização, sequênciamente e/ou abstração.

E esses sintomas não podem ocorrer exclusivamente durante delírios

## Tratamento
O tratamento eficaz da DV deve incluir:
- Prevenção de novas lesões cerebrovasculares por exemplo usando anti-hipertensivos e antitrobóticos quando necessário;
- Intervenções farmacológicas para neuroproteção, ativação cerebral, tratar as manifestações psiquiátricas e retirar medicamentos que causem efeitos mais prejudiciais que benéficos. (especialmente os hipotensores e os que causem declínio cognitivo);
- Adequação do ambiente para as dificuldades do idoso e
- Mobilização da família e dos cuidadores.

Os tratamentos medicamentosos podem diminuir e estabilizar o processo de deterioração cognitiva dos pacientes com DV. Em um acompanhamento de 5 anos, 6% dos pacientes tiveram seus déficits cognitivos e alterações do humor revertidos e 40% se mantiveram independentes.
Como existe alta frequência de depressão, perturbações comportamentais e transtornos de ansiedade associados as demências o acompanhamento psicoterapêutico para pacientes e familiares pode ajudar muito a melhorar a qualidade de vida da família. Esse acompanhamento geralmente inclui exercícios cognitivos, grupos de apoio, instrução para as principais dificuldades e acompanhamento regular do comprometimento cognitivo através de testes psicológicos.